# Geheugenverlies

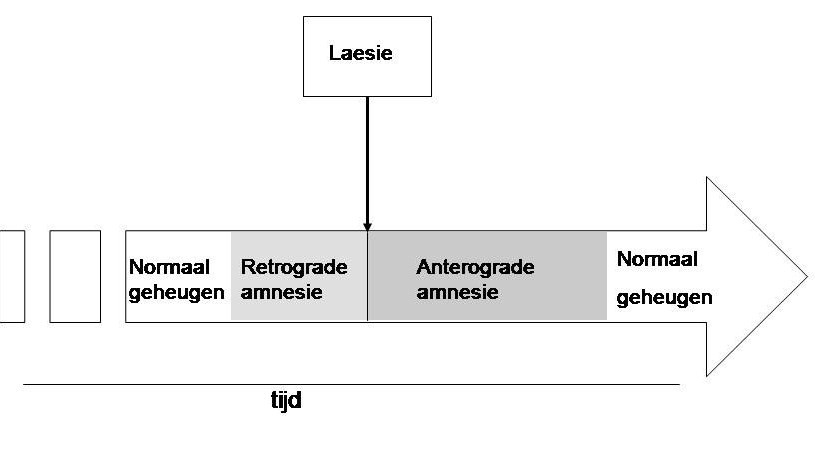
De twee hoofdtypen amnesie in een schema, met het moment dat het geheugenverlies optrad aangegeven bij "laesie".

Geheugenverlies, ook wel amnesie, is een stoornis van het geheugen, die wordt veroorzaakt door hersenletsel, ziekte, of psychotrauma. Daarnaast kan geheugenverlies tijdelijk ontstaan na het gebruik van sedativa of slaapmiddelen. Afhankelijk van de ernst van de schade, kunnen herinneringen gedeeltelijk of volledig verloren gaan.
Er bestaan twee hoofdtypen amnesie: retrograde amnesie en anterograde amnesie (zie het figuur hiernaast). Bij retrograde amnesie kan informatie van vóór het moment dat geheugenverlies optrad niet langer worden opgehaald. Meestal treedt geheugenverlies op na een ongeluk of hersenoperatie; de herinneringen van daarvoor zijn bij retrograde amnesie aangedaan en niet langer beschikbaar. Bij anterograde amnesie is er een onvermogen om informatie vanuit het kortetermijngeheugen naar het langetermijngeheugen over te brengen, waardoor het lastig is om nieuwe herinneringen te vormen. De twee typen amnesie sluiten elkaar niet uit: één persoon kan beide vormen van amnesie hebben.
Uit onderzoek blijkt dat amnesie veelal ontstaat na schade aan de mediale temporale kwab. Amnesie kan ook in hypnose opgeroepen worden, mits de te hypnotiseren persoon het toestaat. Daarnaast speelt de hippocampus een belangrijke rol in (voornamelijk) het episodisch geheugen.

## Oorzaken
De algemene oorzaken van geheugenverlies kunnen worden onderverdeeld in drie hoofdcategorieën: hoofdletsel, traumatische ervaringen en fysieke afwijkingen in de hersenen.
- Met hoofdletsel wordt bedoeld: alle verwondingen of acties die schade toebrengen aan het brein. Zowel retrograde als anterograde amnesie wordt het vaakst veroorzaakt door hoofdletsel. Voorbeelden hiervan zijn:
  - Hersentrauma (bijvoorbeeld een val of klap tegen/op het hoofd), of CVA.
  - Beschadigingen aan de hippocampus.
- Traumatische ervaringen kunnen geheugenverlies veroorzaken. Het verschilt per persoon wat voor soort ervaring als traumatisch wordt ervaren. Wanneer iemand een zeer heftige gebeurtenis meemaakt, kan het voorkomen dat de gebeurtenis wordt vergeten in plaats van dat er met de stress wordt omgegaan. Voorbeelden hiervan zijn:
  - Psychische en mentale stress.
  - Dissociatieve stoornis of posttraumatische stressstoornis
  - Een soort afweermechanisme, volgens de psychoanalyse.
- Fysieke afwijkingen verschillen van hoofdletsel in die zin dat hoofdletsel actief wordt veroorzaakt, terwijl fysieke afwijkingen eerder passief ontstaan. Henry Molaison, een van de bekendste patiënten met amnesie, had atrofie in verschillende delen van zijn hersenen als gevolg van zijn operatie. Andere voorbeelden hiervan zijn:
  - Bij dementie: in typische gevallen gaat hierbij als eerste het kortetermijngeheugen achteruit. Bij dementie blijft het geestelijk disfunctioneren echter meestal niet beperkt tot het geheugen, hoewel het daar vaak mee begint, maar gaan meestal alle cognitieve functies achteruit.

Geheugenverlies kan ook ontstaan door meer specifieke oorzaken, zoals:
- Elektroconvulsietherapie
- Overmatig alcoholgebruik.
- Gebruik van sommige geneesmiddelen, vooral slaap- en kalmeringsmiddelen (bijvoorbeeld oxazepam).

Wanneer er geen aanwijsbare oorzaak is en het geheugenverlies van korte duur is, spreekt men van transient global amnesia.
Bij bronamnesie is vooral het geheugen voor de context van gebeurtenissen verstoord. Hieronder valt bijvoorbeeld het onderscheid tussen of iemand daadwerkelijk iets heeft meegemaakt of alleen gedroomd. Men vermoedt dat vooral de prefrontale schors hierbij betrokken is.

## Soorten

### Anterograde amnesie
Anterograde amnesie is het onvermogen om nieuwe herinneringen te vormen, terwijl al bestaande herinneringen bewaard blijven. Het ontstaat als gevolg van hersenletsel. Het letsel kan ontstaan door langdurig alcoholmisbruik, ernstige ondervoeding, beroertes, hoofdletsel, hersenontsteking, een operatie, het syndroom van Korsakov, cerebrovasculaire accidenten (CVA), anoxie of ander trauma. De twee hersengebieden die zijn gerelateerd aan anterograde amnesie zijn de mediale temporale kwab en het mediale diëncephalon. Vanwege het verlies van zenuwcellen kan anterograde amnesie niet worden verholpen met medicijnen. Patiënten kunnen echter wel leren omgaan met het geheugenverlies door in hun dag een duidelijke routine aan te brengen. Ook steun vanuit de omgeving helpt de kwaliteit van leven te verbeteren.

### Retrograde amnesie
Retrograde amnesie is het onvermogen om herinneringen van vóór het geheugenverlies op te halen. Het aanmaken van nieuwe herinneringen is niet per se aangetast. Retrograde amnesie ontstaat door hersenletsel, met name schade aan de gebieden rond de hippocampus. Het episodisch geheugen is vaker aangetast dan het semantisch geheugen. Patiënten hebben vaak een beter geheugen voor algemene zaken dan voor details. Recentere herinneringen zijn lastiger op te halen dan oude herinneringen, die met de tijd beter zijn geconsolideerd. Retrograde amnesie is vaak terug te draaien door een patiënt bloot te stellen aan de herinneringen. Dit duidt erop dat de herinneringen bij retrograde amnesie niet daadwerkelijk verloren gaan, maar dat het vooral een probleem is in het ophalen.

### Posttraumatische amnesie
Posttraumatische amnesie ontstaat doorgaans door hersenletsel, bijvoorbeeld na een val. Posttraumatische amnesie gaat meestal weer over, maar kan ook permanent zijn. Het kan zowel anterograde, retrograde, of gemengd zijn. Hoe lang en hoe ernstig de amnesie is, hangt af van de ernst van het hersenletsel.

### Dissociatieve amnesie
Dissociatieve amnesie heeft een psychologische oorzaak en dus geen fysieke oorzaak zoals posttraumatische amnesie. Dissociatieve amnesie kan zich op verschillende manieren uiten:
- Onderdrukte herinneringen zijn herinneringen die iemand niet meer kan ophalen, doorgaans wegens stressvolle of traumatische gebeurtenissen die hij/zij heeft meegemaakt. De herinneringen zijn opgeslagen in het langetermijngeheugen, maar kunnen wegens een psychologisch beschermingsmechanisme niet worden opgehaald. In sommige gevallen komen de herinneringen na verloop van tijd (deels) terug. De persoon kan nog wel nieuwe herinneringen vormen.
- Dissociatieve fugue wordt veroorzaakt door zwaar psychologisch trauma en is meestal tijdelijk. Iemand die zich in een staat van dissociatieve fugue bevindt, is zichzelf daar niet van bewust en weet vaak niet meer wie hij/zij is. Het komt voor dat deze personen hun geliefden achterlaten en een nieuw leven opbouwen met een nieuwe identiteit. Met name in fictie is de dissociatieve fugue erg populair, maar in werkelijkheid is de aandoening extreem zeldzaam.
- Posthypnotische amnesie ontstaat wanneer de gebeurtenissen die iemand heeft meegemaakt onder hypnose worden vergeten.

## Amnesie en hersenen
Amnesie treedt het duidelijkst naar voren bij hersenletsel in de mediale temporale cortex, bijvoorbeeld na een hersenoperatie. Patiënten kunnen zich dan geen feiten of episodes herinneren uit hun eigen leven uit de periode na het opgelopen hersenletsel, en/of kunnen geen nieuwe informatie meer opslaan in het langetermijngeheugen (zie ook HM (patiënt)). Vaak is het mede een gevolg van beschadiging in het gebied van de hippocampus waardoor de opslag of consolidatie van nieuwe informatie is verstoord.
Het kortetermijngeheugen (bijvoorbeeld het voor korte tijd kunnen onthouden van cijferreeksen) is daarbij meestal gespaard.

## Amnesie en vergeten
Amnesie kan ook mildere vormen aannemen, zoals bij vergeten: het proces waarbij kennis in het langetermijngeheugen moeilijker beschikbaar is of verloren gaat. Naarmate de tijd verstrijkt, wordt meer en meer vergeten.